# Бальмер (лунный кратер)
Кратер Бальмер (лат. Balmer) — затопленные лавой остатки ударного кратера, расположенного у восточного лимба видимой стороны Луны. Название дано в честь швейцарского математика и физика Иоганна Якоба Бальмера (1825—1898) и утверждено Международным астрономическим союзом в 1964 г. Образование кратера относится к донектарскому периоду.

## Описание кратера

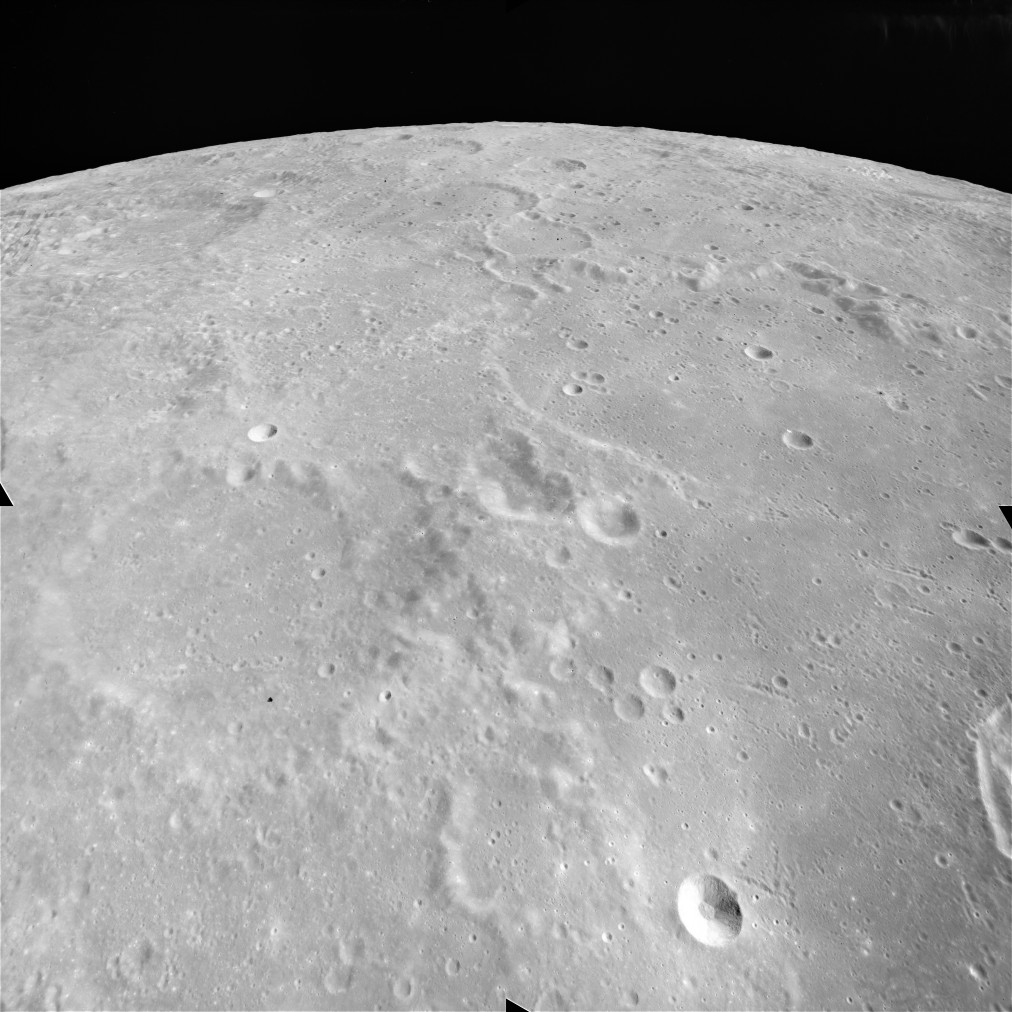
Снимок кратера Бальмер (выше и левее центра) с борта Аполлона-15. В нижней части снимка сателлитный кратер Гекатей B.

Ближайшими соседями кратера являются кратеры Венделин и Ламе на северо-западе; кратеры Баркла и Каптейн на севере; кратеры Лаперуз, Ансгар и Бехайм на северо-востоке; кратер Гекатей на востоке; кратер Лежандр на юге. 

Селенографические координаты центра кратера — 20°16′ ю. ш. 70°13′ в. д. / 20,27° ю. ш. 70,22° в. д., диаметр — 136 км, глубина — 1,96 км.

Практически весь кратер затоплен лавой, над поверхностью которой выступают только остатки южной и восточной частей вала кратера. Высота вала над окружающей местностью составляет 1690 м, объем кратера приблизительно  20000 км³.

## Сателлитные кратеры

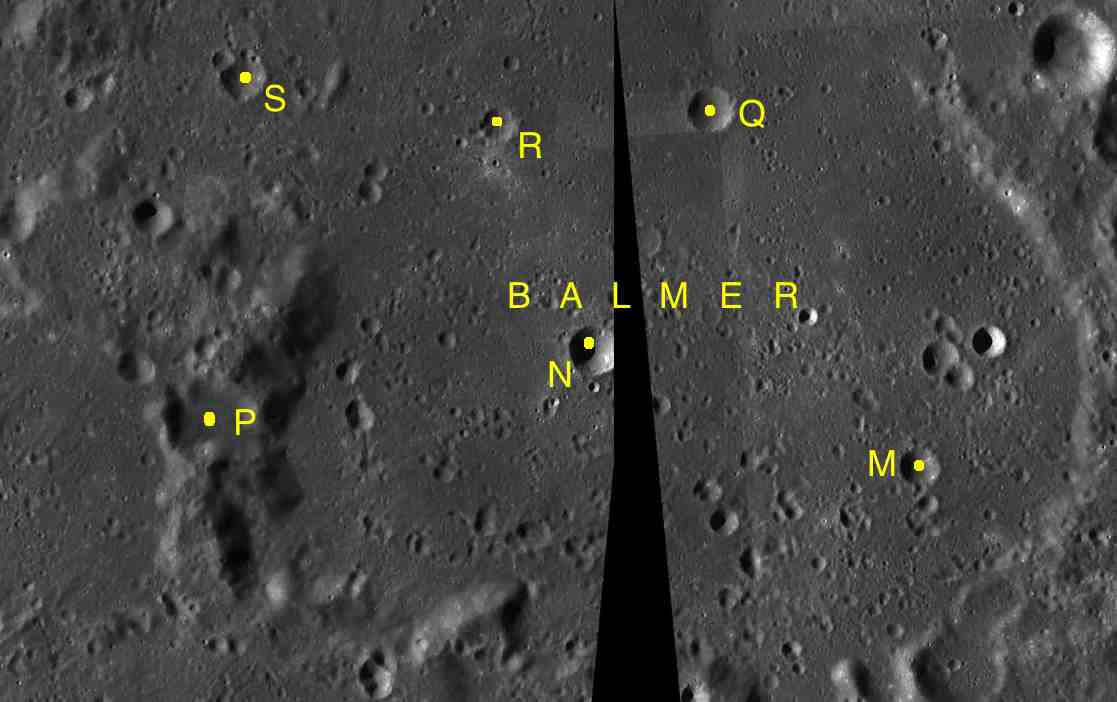
Фрагменты карт LAC-98, LAC-99.

| Бальмер | Координаты                                            | Диаметр, км |
| ------- | ----------------------------------------------------- | ----------- |
| M       | 20°46′ ю. ш. 71°33′ в. д. / 20,76° ю. ш. 71,55° в. д. | 6,5         |
| N       | 19°55′ ю. ш. 69°49′ в. д. / 19,92° ю. ш. 69,82° в. д. | 8,5         |
| P       | 20°29′ ю. ш. 67°35′ в. д. / 20,48° ю. ш. 67,58° в. д. | 15,3        |
| Q       | 18°41′ ю. ш. 70°30′ в. д. / 18,69° ю. ш. 70,5° в. д.  | 8,0         |
| R       | 18°43′ ю. ш. 69°08′ в. д. / 18,71° ю. ш. 69,14° в. д. | 5,7         |
| S       | 18°34′ ю. ш. 67°38′ в. д. / 18,57° ю. ш. 67,63° в. д. | 6,5         |